# Keisuke Kurihara
Keisuke Kurihara (栗原 圭介 Kurihara Keisuke?, nacido el 20 de mayo de 1973 en Tokio) es un exfutbolista japonés. Jugaba de centrocampista y su último club fue el Tochigi SC de Japón.

## Trayectoria

### Clubes
| Club                | País  | Año         |
| ------------------- | ----- | ----------- |
| Verdy Kawasaki      | Japón | 1996 - 1999 |
| Bellmare Hiratsuka  | Japón | 1998        |
| Sanfrecce Hiroshima | Japón | 2000        |
| Shonan Bellmare     | Japón | 2001 - 2002 |
| Albirex Niigata     | Japón | 2003 - 2004 |
| Vissel Kobe         | Japón | 2005 - 2008 |
| Tochigi SC          | Japón | 2009        |

## Palmarés

### Títulos nacionales
| Título             | Club            | País  | Año  |
| ------------------ | --------------- | ----- | ---- |
| Copa del Emperador | Verdy Kawasaki  | Japón | 1996 |
| J2 League          | Albirex Niigata | Japón | 2003 |